# Neuronema albostigma
Neuronema albostigma là một loài côn trùng trong họ Hemerobiidae thuộc bộ Neuroptera. Loài này được Matsumura miêu tả năm 1907.